# تي. سي. فان إيتون
تي. سي. فـان إيتون هو سياسي أمريكي، ولد في 27 يوليو 1862 في مقاطعة بوب في الولايات المتحدة، وتوفي في 31 أكتوبر 1951 في Fort Steilacoom ‏ في الولايات المتحدة. نشط حزبياً في الحزب الجمهوري.